# Isidro Clot
Pour les articles homonymes, voir Clot.
Isidro Clot (Isidro Clot i Fuentes, né en 1921 à Terrassa et décédé le 20 septembre 1991 à Madrid à l'âge de 70 ans)  est un collectionneur et marchand d'art. Il fut notamment ami de Salvador Dalí. Il détient les sociétés Bruagut SA et Exmundart SA, spécialisée dans la reproduction et la vente d’œuvres d'art.
En 1973, Salvador Dali passe devant la galerie d'art de Clot -la galerie Bruagut- localisée à Madrid, et y voit une œuvre de El Greco (le tableau de San Pablo, aujourd'hui exposé au théâtre-musée de Figueras),  qu'il souhaite acquérir. Il négocie avec Clot, et Clot lui propose alors qu'il lui crée des sculptures en échange du tableau. C'est alors qu'il signe à Cadaqués le premier contrat d'importance avec Dali le 28 novembre 1973, permettant, selon El Pais « la reproduction sans contrôle de son œuvre ». Il acquiert les droits intellectuels exclusifs sur 53 œuvres d'orfèvrerie et des sculptures de petit formats, certaines réalisées par Dali, et d'autres inspirées de son œuvre graphique. Il exploita ces droits pour exporter et reproduire sans limites ces œuvres.
En juin 1975, Clot n'ayant plus assez d'argent pour financer Dali, il s'associe au marchand d'art Juan Quirós (lui-même aidé par le collectionneur espagnol Pedro Masaveu (es)) à qui il cède la moitié des droits sur les maquettes produites par Dali .
Il y eut d'autres contrats signés entre Clot et Dali, dont l'avant-dernier fut signé à New York, le 24 octobre 1975, et le dernier à Barcelone, le 22 juin 1977.
L'existence de ces contrats obligeant Dali à accorder « la propriété unique et exclusive au niveau mondial des bijoux avec pierres précieuses réalisées et conçues par Salvador Dali, pour sa reproduction ultérieure, pour être utilisées comme sculptures, pendentifs, bracelets etc. ainsi que toute classe d'objets réalisées en platine, or, argent, bronze et n'importe quel métal au matériel simple ou alliage »  ainsi que l'existence de toiles et de papiers blancs signés par Dali nourrit une forte suspicion de faux dans les œuvres tardives de l'artiste et les déprécie.
Isidro Clot est possesseur d'une collection portant son nom, de statues de bronze attribuées à Salvador Dalí : la Collection Clot de Dalí

## Isidro Clot Collectionneur
Clot est un collectionneur d'art et possède un fonds d’œuvres d'art. En mai 1976, il prête des œuvres pour une exposition temporaire au musée museo de las casas reales (es) à Saint-Domingue en République Dominicaine. Cette exposition était organisée par l'institut de culture hispanique espagnol ("instituto de Cultura Hispánica"). Les œuvres prêtées étaient de "Joaquín Sorolla", "Santiago Rusiñol" et "Isidro Nonell".
Il possède des œuvres de Rubens, et également une œuvre de Francisco de Goya, représentant un amiral espagnol qualifiée de superbe par Elmyr de Hory.

## Les sociétés de Clot
- Bruagut SA - Galeria de Arte : cette société -créée dans les années 1970- était une galerie d'art privée située à l'adresse Serrano 27 1° Madrid-1 , elle commercialisait des sculptures et bijoux de Salvador Dali, ainsi que des peintures anciennes et du 19e siècle[10].  En 1976 a été publié par la société un catalogue de 30 pages présentant des œuvres qu'elle commercialise[11]. Outre Dali, d'autres artistes ont également été exposés à cette galerie, comme l'artiste Iranien Nasser Ovissi en 1977[12].  En 1976, c'est le peintre et faussaire Elmyr de Hory qui a exposé dans cette galerie près d'une quarantaine d'œuvres; l'exposition -qui fut à l'initiative de la galerie et organisée par Luis Garcia Robles[9] - "Hommage à l'école de Paris" a été inaugurée en novembre et devait clôturer le 30 novembre mais à la suite de son succès elle a été prolongée jusqu'après les fêtes de Noël. Pendant cette exposition Elmyr décède : Clot se rend alors immédiatement à Ibiza. Cette exposition était la première exposition majeure d'Elmyr en Espagne[9]. En 1973 la galerie avait acquise l'exclusivité d'exposition de l'œuvre d'Elmyr de Hory, avec qui il était sous contrat [9],[13],[14],[15],[16]. La galerie a également vendu des œuvres des peintres Orlando Pelayo[17], et Raimundo de Madrazo[18]. En 1975, du 14 au 28 mai, Bruagut organise -dans la salle d'expositions de la SNIACE au 24 calle del Prado- une exposition de l'anthologie du peintre espagnol Joaquim Mir[19]. Son beau-fils Andres Campos travaille pour la galerie pendant la fin des années 1970, avant de fonder la société Diejasa. On trouve par exemple des certificats d'authenticité émis par la galerie signés par la main de Campos.

- Exmundart : cette société -créée dans les années 1970- était domiciliée à la même adresse que la galerie Bruagut. Des sculptures de Dali en or 18 carats ont été éditées par cette société.

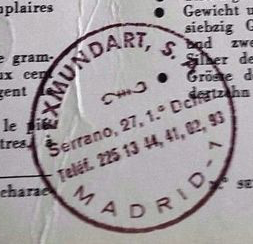
Tampon de la société exmundart

- Inters'or S.A. : filiale de Exmundart basée à Barcelone (Rambla de Catalunya 127, 2° 2°) qui distribuait et exposait des œuvres produites par Exmundart. En 1982 y étaient exposées 5 sculptures de Dali, la plupart en bronze, dont certaines plaquées or 24 carats[20] :  "Alma del Quijote" , "Madonna de Port lligat" , "San Narcisso de las Moscas" , "Mujer Desnuda Subiendo la escalera" , et "Triton Alado". Ces dernières ont été tirées à 300 exemplaires fournies avec un certificat de la société mère Exmundart.

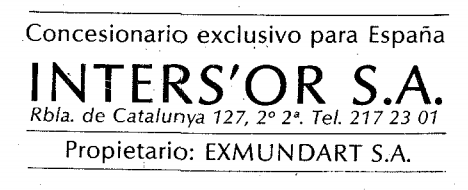
Inters'or S.A.

- Land Spring Engineering Ltd : cette société -créée dans les années 1970- avait le rôle de certification des œuvres produites par Exmundart, notamment les œuvres en or 18 carats.

- Diejasa, Diseños y Exclusivas de Joyeria y Arte, S.L. : société créée en 1982 avec son beau-fils Andres Campos[4]. La société était localisée Avenida de Andalucia, 27 - 12c - 29006 Malaga (en 2006 la société était toujours en activité puisqu'elle a fourni au centre d'expositions ceutimages de la ville de Ceuti , 51 sculptures de Dali).

À travers ces différentes sociétés Clot a distribué principalement des colliers, bijoux et  sculptures en or ou en bronze, issues des moules en cire perdue façonnés entre 1969 et 1979 par Salvador Dali.

## Vie personnelle
Isidro Clot était marié à María Jesús Pérez, et a eu trois filles : Carmen, Tina et Teresa. Teresa Clot est l'épouse de Joaquín González Manzanares, qui a créé le fond Fondo Clot-Manzanares (FCM).
Une des filles de Clot est l'épouse d'Andres Campos, qui gérait la fonderie Diejasa avec Clot.
Isidro Clot est un ami d'Elmyr de Hory.
En 1982, Clot souffre d'un cancer, auquel il survit puisqu'il ne décèdera qu'en 1991.